# مرغابی لابرادور
مرغابی لابرادور (نام علمی: Camptorhynchus labradorius) نام یک گونه منقرض‌شده از تیره اردکیان است.